# Ернесто Принот
Ернесто Принот на италиански: Ernesto Prinoth е бивш пилот от Формула 1. Роден на 15 април 1923 г. в Ортизей, Италия.

## Формула 1
Ернесто Принот прави своя дебют във Формула 1 в Голямата награда на Италия през 1962 г. В световния шампионат записва 1 състезания като не успява да спечели точки, състезава се с частен Лотус.